# Sleepwalk with Me
Pour plus de détails, voir Fiche technique et Distribution.
Sleepwalk with Me est une comédie américaine indépendante écrite, réalisée et avec Mike Birbiglia et sortie en 2012. Le film met également en vedette Lauren Ambrose, Carol Kane, James Rebhorn et Cristin Milioti.
Le film est présenté en première mondiale au Festival du film de Sundance le 23 janvier 2012 et y remporte le prix du public Best of NEXT. Il sort le 24 août 2012 par IFC Films. L'histoire est présentée dans le premier acte de l'épisode # 361 de This American Life, intitulé "Fear of Sleep".

## Synopsis
Basé sur une histoire vraie racontée dans son émission solo off-Broadway et son premier livre, le film suit le parcours d'un comédien en herbe dans le déni du sort de sa relation, de ses objectifs pour l'avenir et de son trouble émergent du comportement du sommeil. Plus longtemps ses sentiments d'anxiété restent inexprimés, plus ses incidents de somnambulisme deviennent bruyants et dangereux.

## Fiche technique
- Titre original : Sleepwalk with Me
- Réalisation : Mike Birbiglia
- Scénario : Mike Birbiglia, Ira Glass, Joe Birbiglia, Seth Barrish, d'après la pièce de théâtre de même nom de Mike Birbiglia
- Photographie : Adam Beckman
- Montage : Geoffrey Richman
- Musique : Andrew Hollander
- Costumes : Ciera Wells
- Pays de production : États-Unis
- Langue originale : anglais
- Format : couleur
- Genre : comédie
- Durée : 81 minutes
- Dates de sortie :  
  - États-Unis : 23 janvier 2012 (Festival du film de Sundance)

## Distribution
- Mike Birbiglia : Matt Pandamiglio
- Lauren Ambrose : Abby
- Carol Kane : Linda Pandamiglio
- James Rebhorn : Gary Pandamiglio
- Cristin Milioti : Janet Pandamiglio
- Marylouise Burke : Aunt Lucille
- Loudon Wainwright III : Uncle Max
- Ben Levin : Philip
- Aya Cash : Hannah
- David Wain : Pete
- Marc Maron : Marc Mulheren
- Sondra James (en) : Colleen
- Kristen Schaal : Cynthia
- Jessi Klein : Lynn
- Wyatt Cenac : Chris
- William C. Dement : lui-même
- Emily Meade : Samantha
- John Lutz : Chip
- Amy Schumer : Amy (non créditée)[4]
- Hannibal Buress : Hannibal
- Henry Phillips : Henry
- Danny Borbon : Tommy
- Amanda Perez : Tammy
- Lucy DeVito : Hillary
- Alex Karpovsky : Ian
- Ron Nakahara : Ron
- Ira Glass : photographe de mariage